# Cotyachryson
Cotyachryson (лат.) — род жуков-усачей из подсемейства настоящих усачей (Cerambycinae). Распространён в Неотропике, эндемик Чили.

## Описание
Длина тела 1—2 см (от 11 до 17 мм). Лоб поперечный, узкий. Эпистомальный шов слегка изогнут, не очень глубокий, глубже по бокам. Корональный шов продлен до уровня верхних глазных долей. Усиковые бугорки удалены друг от друга, разделены широкой бороздкой и не обострены на краях. Глаза не удлинены между лопастями, со слабой выемкой на заднем крае. Верхние глазные доли с пятью рядами оматтидиев, расположенных друг от друга на расстоянии, превышающем в три раза ширину. Нижние доли, достигающие нижней стороны головы, дальше друг от друга, чем вставки верхнечелюстных костей. Надкрылья с контрастными точками. Род был впервые выделен в 2002 году для видов из рода Hesperophanes с типовым видом Hesperophanes sulcicornis Germain, 1898. Кормовые растения: Maytenus boaria Molina (Бересклетовые), Нотофагус косой (Nothofagus obliqua (Mirbel) Orsted), Nothofagus dombeyi (Mirbel) Orsted (Нотофагус, Nothofagaceae), Криптокария белая (Лавровые)..

## Классификация
- Cotyachryson inspergatus (Fairmaire & Germain, 1898)
  - Hesperophanes inspergatus
- Cotyachryson cinereus  (Blanchard, 1851)
  - Cotyachryson philippii (Porter, 1925)
  - Hesperophanes cinereus
- Cotyachryson sulcicorne  (Germain, 1898)
  - Hesperophanes sulcicornis